# 김덕생
김덕생(金德生, ? ~ 141?년)은 고려 말기 조선 초기의 무신이다. 아버지는 김운보다.
1380년 전옥서영이 되었으며 태종의 잠저때 송거신과 태종을 보좌했다. 특히 말을 잘타서 신임이 두터웠다. 1395년에 태조의 낭장으로서 태종을 따라 사냥을 나갔다가 태종이 표범의 습격을 받자, 표범을 활로 쏘아 주여 태조에게 말 한필을 하사받았다.
1400년 제2차 왕자의 난 때 태종을 도와 공을 세웠다. 태종이 즉위하고 나서는 추충분의익대공신에 추봉되었다. 1413년 김덕생의 사위 오치선이 봉례랑으로 등용된 기록이 있는데, 이때 고(故) 장군(將軍) 김덕생이라 하는 것으로 보아 1413년 이전에 사망한 것으로 보인다. 또한 이때 태종이 말하기로 잠저에서 수종하며 호랑이를 잡은 공이 있다 하여 태종을 맹수에게서 두 번 구해준 사람임을 알 수 있다.
1436년 가정대부에 추증되고, 1445년 다시 동지중추원사에 추증되었다.